# آوا بیکر
آوا بیکر (انگلیسی: Ava Baker؛ زادهٔ ۹ ژانویهٔ ۲۰۰۶) بازیکن فوتبال است که در پست هافبک برای لستر سیتی در سوپرلیگ زنان انگلستان بازی می‌کند.
بیکر محصول آکادمی لستر سیتی است و در ۱۲ ژانویه ۲۰۲۲ اولین بازی خود را در تیم بزرگسالان به عنوان بازیکن اصلی در برابر منچستر سیتی در جام اتحادیه فوتبال زنان تنها سه روز پس از شانزده سالگی انجام داد.
وی در تیم‌های ملی فوتبال زیر ۱۷ سال زنان انگلستان و  زیر ۱۹ سال زنان انگلستان بازی کرده است.